# NASCAR Grand National Series 1968
De NASCAR Grand National Series 1968 was het 20e seizoen van het belangrijkste NASCAR kampioenschap dat in de Verenigde Staten gehouden wordt. Het seizoen startte op 12 november 1967 met de Middle Georgia 500 en eindigde op 3 november 1968 met de Peach State 200. Het kampioenschap werd gewonnen door David Pearson.

## Races
Top drie resultaten.
| '  | Datum  | Race                       | Circuit                         | Winnaar           | Tweede            | Derde             |
| 1  | 12-nov | Middle Georgia 500         | Middle Georgia Raceway          | Bobby Allison     | Richard Petty     | Tiny Lund         |
| 2  | 26-nov | Race 2                     | Montgomery Speedway1            | Richard Petty     | Bobby Allison     | Bobby Isaac       |
| 3  | 21-jan | Motor Trend 500            | Riverside International Raceway | Dan Gurney        | David Pearson     | Parnelli Jones    |
| 4  | 25-feb | Daytona 500                | Daytona International Speedway  | Cale Yarborough   | LeeRoy Yarbrough  | Bobby Allison     |
| 5  | 17-mrt | Southeastern 400           | Bristol Motor Speedway          | David Pearson     | Richard Petty     | LeeRoy Yarbrough  |
| 6  | 24-mrt | Richmond 250               | Richmond International Raceway  | David Pearson     | Charlie Glotzbach | Elmo Langley      |
| 7  | 31-mrt | Atlanta 500                | Atlanta Motor Speedway          | Cale Yarborough   | LeeRoy Yarbrough  | Donnie Allison    |
| 8  | 7-apr  | Hickory 250                | Hickory Motor Speedway          | Richard Petty     | David Pearson     | Bobby Isaac       |
| 9  | 13-apr | Greenville 200             | Greenville-Pickens Speedway     | Richard Petty     | Bobby Isaac       | Charlie Glotzbach |
| 10 | 18-apr | Columbia 200               | Columbia Speedway               | Bobby Isaac       | Charlie Glotzbach | James Hylton      |
| 11 | 21-apr | Gwyn Staley 400            | North Wilkesboro Speedway       | David Pearson     | Buddy Baker       | Bobby Isaac       |
| 12 | 28-apr | Virginia 500               | Martinsville Speedway           | Cale Yarborough   | David Pearson     | Donnie Allison    |
| 13 | 3-mei  | Dixie 250                  | Augusta Speedway2               | Bobby Isaac       | Buddy Baker       | Tom Pistone       |
| 14 | 5-mei  | Fireball 300               | Asheville-Weaverville Speedway  | David Pearson     | Bobby Isaac       | Richard Petty     |
| 15 | 11-mei | Rebel 400                  | Darlington Raceway              | David Pearson     | Darel Dieringer   | Richard Petty     |
| 16 | 17-mei | Beltsville 300             | Beltsville Speedway             | David Pearson     | Bobby Isaac       | Buddy Baker       |
| 17 | 18-mei | Tidewater 250              | Langley Field Speedway          | David Pearson     | Bobby Isaac       | Buddy Baker       |
| 18 | 26-mei | World 600                  | Charlotte Motor Speedway        | Buddy Baker       | Donnie Allison    | LeeRoy Yarbrough  |
| 19 | 31-mei | Asheville 300              | New Asheville Speedway          | Richard Petty     | Buddy Baker       | Bobby Isaac       |
| 20 | 2-jun  | Macon 300                  | Middle Georgia Raceway          | David Pearson     | Bobby Isaac       | Richard Petty     |
| 21 | 6-jun  | Race 21                    | Smoky Mountain Raceway          | Richard Petty     | Pete Hamilton     | James Hylton      |
| 22 | 8-jun  | Race 22                    | Fairgrounds Raceway3            | Richard Petty     | Bobby Isaac       | James Hylton      |
| 23 | 16-jun | Carolina 500               | North Carolina Speedway         | Donnie Allison    | Bobby Allison     | James Hylton      |
| 24 | 22-jun | Pickens 200                | Greenville-Pickens Speedway     | Richard Petty     | David Pearson     | John Sears        |
| 25 | 4-jul  | Firecracker 400            | Daytona International Speedway  | Cale Yarborough   | LeeRoy Yarbrough  | David Pearson     |
| 26 | 7-jul  | Islip 300                  | Islip Speedway                  | Bobby Allison     | David Pearson     | Buddy Baker       |
| 27 | 9-jul  | Maine 300                  | Oxford Plains Speedway4         | Richard Petty     | David Pearson     | Buddy Baker       |
| 28 | 11-jul | Fonda 200                  | Fonda Speedway5                 | Richard Petty     | Buddy Baker       | Bobby Allison     |
| 29 | 14-jul | Northern 300               | Trenton Speedway                | LeeRoy Yarbrough  | David Pearson     | Bobby Allison     |
| 30 | 21-jul | Volunteer 500              | Bristol Motor Speedway          | David Pearson     | Cale Yarborough   | Swede Savage      |
| 31 | 25-jul | Smokey Mountain 200        | Smoky Mountain Raceway          | Richard Petty     | Bud Moore         | David Pearson     |
| 32 | 27-jul | Nashville 400              | Music City Motorplex            | David Pearson     | Richard Petty     | Bobby Allison     |
| 33 | 4-aug  | Dixie 500                  | Atlanta Motor Speedway          | LeeRoy Yarbrough  | Bobby Isaac       | Donnie Allison    |
| 34 | 8-aug  | Sandlapper 200             | Columbia Speedway               | David Pearson     | Charlie Glotzbach | LeeRoy Yarbrough  |
| 35 | 10-aug | Myers Brothers 250         | Bowman Gray Stadium             | David Pearson     | Richard Petty     | Bobby Isaac       |
| 36 | 18-aug | Western North Carolina 500 | Asheville-Weaverville Speedway  | David Pearson     | Bobby Isaac       | Neil Castles      |
| 37 | 23-aug | Race 37                    | South Boston Speedway           | Richard Petty     | David Pearson     | Bobby Isaac       |
| 38 | 24-aug | Crabber 250                | Langley Field Speedway          | David Pearson     | Richard Petty     | Bobby Isaac       |
| 39 | 2-sep  | Southern 500               | Darlington Raceway              | Cale Yarborough   | David Pearson     | Buddy Baker       |
| 40 | 6-sep  | Buddy Shuman 250           | Hickory Motor Speedway          | David Pearson     | Bobby Isaac       | Buddy Baker       |
| 41 | 8-sep  | Capital City 300           | Richmond International Raceway  | Richard Petty     | David Pearson     | Cale Yarborough   |
| 42 | 13-sep | Maryland 300               | Beltsville Speedway             | Bobby Isaac       | Bobby Allison     | Richard Petty     |
| 43 | 15-sep | Hillsboro 150              | Occoneechee Speedway            | Richard Petty     | James Hylton      | Neil Castles      |
| 44 | 22-sep | Old Dominion 500           | Martinsville Speedway           | Richard Petty     | Cale Yarborough   | LeeRoy Yarbrough  |
| 45 | 29-sep | Wilkes 400                 | North Wilkesboro Speedway       | Richard Petty     | David Pearson     | LeeRoy Yarbrough  |
| 46 | 5-okt  | Augusta 200                | Augusta Speedway2               | David Pearson     | Bobby Allison     | Richard Petty     |
| 47 | 20-okt | National 500               | Charlotte Motor Speedway        | Charlie Glotzbach | Paul Goldsmith    | David Pearson     |
| 48 | 27-okt | American 500               | North Carolina Speedway         | Richard Petty     | David Pearson     | LeeRoy Yarbrough  |
| 49 | 3-nov  | Peach State 200            | Jeffco Speedway6                | Cale Yarborough   | Richard Petty     | David Pearson     |

- 1 Er werden tussen 1955 en 1969 in totaal zes races gehouden in Montgomery op de Montgomery Speedway.
- 2 Er werden tussen 1962 en 1969 twaalf races gehouden in Augusta op de Augusta Speedway.
- 3 Er werden tussen 1958 en 1968 acht races gehouden in Birmingham, Alabama op de Fairgrounds Raceway.
- 4 Tussen 1966 en 1968 werden er drie races gehouden in Oxford, Maine op de Oxford Plains Speedway.
- 5 Er werd tussen 1955 en 1968 vier races gehouden in Fonda, Montgomery County op de Fonda Speedway.
- 6 Er werd in 1968 en 1969 een race gehouden in Jefferson op de Jeffco Speedway.

## Eindstand - Top 10
| 1  | David Pearson | 3499 |
| 2  | Bobby Isaac   | 3373 |
| 3  | Richard Petty | 3123 |
| 4  | Clyde Lynn    | 3041 |
| 5  | John Sears    | 3017 |
| 6  | Elmo Langley  | 2823 |
| 7  | James Hylton  | 2719 |
| 8  | Jabe Thomas   | 2687 |
| 9  | Wendell Scott | 2685 |
| 10 | Roy Tyner     | 2504 |